# Julie Myhre
Julie Myhre, född  29 juli 1996, är en norsk längdskidåkare som representerar klubben Byåsen Idrettslag.

## Karriär
Julie Myhre tog guld i stafetten vid juniorvärldsmästerskapen 2015. Hon tog sin första pallplats i världscupen i längdskidåkning den 30 november 2024 när hon placerade sig på en andra plats efter Johanna Hagström i klassisk sprint i Ruka. Myhre har totalt tre pallplaceringar i världscupen.